# 张悦然
张悦然（1982年11月7日—），女，山东济南人，中國作家，中国作家协会第九届全国委员会委员，中國人民大學講師，《鯉》系列創辦者。

## 生平
1982年，生於山东济南。2001年，進入山東大學英語、法律雙學位班，後赴新加坡国立大学取得计算机专业。
張在青少年讀者受到的歡迎，使其成為80後的代表作家之一。
2023年，《繭》入選俄羅斯亞斯納亞·波利亞納文學獎。
張悅然的丈夫雙雪濤也是一位作家。

## 已出版作品
- 2003年8月，《葵花走失在1890》（作家出版社）
- 2004年1月，《樱桃之远》（春风文艺出版社）
- 2004年5月，《是你来检阅我的忧伤了吗》（上海译文出版社）
- 2004年7月，《红鞋》（上海译文出版社）
- 2004年7月，《十爱》（作家出版社）
- 2005年1月，《水仙已乘鲤鱼去》（作家出版社）
- 2006年11月，《誓鸟》（光明日报出版社）
- 2016年8月，《繭》（人民文學出版社）
- . 北京: 磨铁图书. 2017-10. ISBN 9787559609557.

### 个人文集部分
2007年6月起，明天出版社陆续将张悦然已发表或已出版的作品集结成文集。
- 《樱桃之远》
- 《水仙已乘鲤鱼去》
- 《霓路》
- 《昼若夜房间》

以上为已出版的文集

### 已编著作品
本部分所提及之作品系张悦然编辑出版，而非完全由张悦然所著。 
- 《鲤》（系列主题书），2008年6月起由江苏文艺出版社出版发行。